# Raimund Dreyschock
Raimund Dreyschock, Raymund Dreyšok (ur. 20 sierpnia 1824 w Žákach, zm. 6 lutego 1869 w Lipsku) – czeski skrzypek.

## Życiorys
Brat Alexandra Dreyschocka. Studiował w Pradze u Friedricha Wilhelma Pixisa. Początkowo towarzyszył bratu w podróżach koncertowych, od 1850 roku był koncertmistrzem Gewandhausorchester w Lipsku i wykładowcą lipskiego konserwatorium. Jego żona Elisabeth (1832–1911) była śpiewaczką operową i prowadziła własną szkołę śpiewu w Berlinie.
Jego synem był pianista Felix Dreyschock.